# Südostasienspiele 1995/Badminton – Mixed
Titelträger im Badminton wurden bei den Südostasienspielen 1995 in Chiang Mai in fünf Einzel- und zwei Mannschaftsdisziplinen ermittelt. Die Spiele fanden vom 9. bis zum 17. Dezember 1995 statt. Folgend die Ergebnisse im Mixed.

## Eundrundenresultate
|  | Halbfinale | Halbfinale                                    | Halbfinale | Halbfinale | Halbfinale |  |  | Finale | Finale                        | Finale | Finale | Finale |
|  |            |                                               |            |            |            |  |  |        |                               |        |        |        |
|  |            |                                               |            |            |            |  |  |        |                               |        |        |        |
|  |            | Tri Kusharyanto Minarti Timur                 | 15         | 15         |            |  |  |        |                               |        |        |        |
|  |            | Roslin Hashim Chor Hooi Yee                   | 1          | 1          |            |  |  |        |                               |        |        |        |
|  |            |                                               |            |            |            |  |  |        | Tri Kusharyanto Minarti Timur | 15     | 15     |        |
|  |            |                                               |            |            |            |  |  |        | Denny Kantono Eliza Nathanael | 8      | 4      |        |
|  |            | Khunakorn Sudhisodhi Sujitra Ekmongkolpaisarn | 8          | 6          |            |  |  |        |                               |        |        |        |
|  |            | Denny Kantono Eliza Nathanael                 | 15         | 15         |            |  |  |        |                               |        |        |        |
|  |            |                                               |            |            |            |  |  |        |                               |        |        |        |

## Endstand
| Platz | Name                                          |
| ----- | --------------------------------------------- |
| 1     | Tri Kusharyanto Minarti Timur                 |
| 2     | Eliza Nathanael Denny Kantono                 |
| 3     | Chor Hooi Yee Roslin Hashim                   |
| 3     | Sujitra Ekmongkolpaisarn Khunakorn Sudhisodhi |
| 5     | Allan De Leon Maria Elena Garcia              |
| 5     | Dujfan Iangsuwanpatema Siripong Siripool      |
| 5     | Cheah Soon Kit Kuak Sipok Choon               |
| 5     | Melvin Llanes Jennifer Uy                     |
| 9     | Chin Yen Peng Lim Chia Siong                  |
| 9     | Hồ Văn Lợi Nguyễn Thị Thanh Tiền              |
| 9     | Mar Oo Swe Tun Htein Win                      |
| 9     | Tun Htein Win Tu Le Hinh                      |
| 9     | Tu Le Hinh Nguyen Pho Vhung                   |
| 9     | Kyi Kyi Swe Win Zaw                           |
| 9     | Zanetta Lee Kuan Yang Adrian Tay              |

## Referenzen
- Geschichte der Südostasienspiele
- tournamentsoftware.com